# إيماجي للرسوم المتحركة
ايماجي للرسوم المتحركة هو أستوديو رسوم متحركة يقع في هونغ كونغ، وله عدة مقرات تابعة في بلاد أخرى منها لوس انجلوس بالولايات المتحدة وطوكيو باليابان.
في عام 2004 قامت الشركة بصنع الرسوم المتحركة لمسلسل "فاذر أوف ذا برايد" الذي انتجته شركة دريم وركس، كما أنها أنتجت فيلم تي إم إن تي الذي ستوزعه شركة وارنر بروس ومقرر عرضه في 23 مارس 2007.

## أفلامها
- تي إم إن تي (TMNT).
- كات تيل (Cat Tale).
- غاتشامان (Gatchaman).
- استرو بوي (Astro Boy).

## وصلات خارجية
- إيماجي للرسوم المتحركة على موقع IMDb (الإنجليزية)

- موقع أستوديوهات ايماجي للرسوم المتحركة.
- موقع فيلم تي إم إن تي[وصلة مكسورة].